# Narwiański Park Narodowy

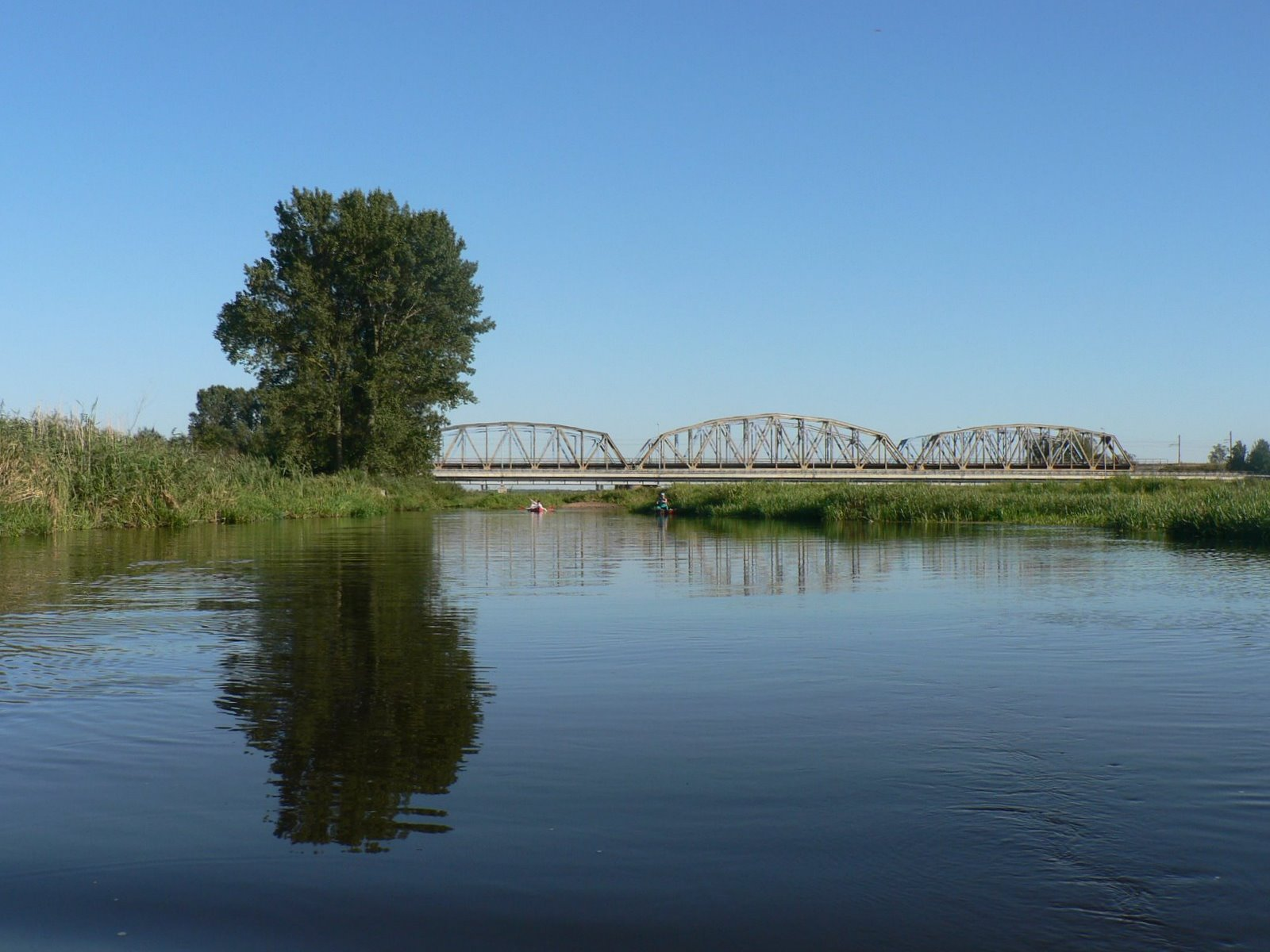
Narew w Uhowie

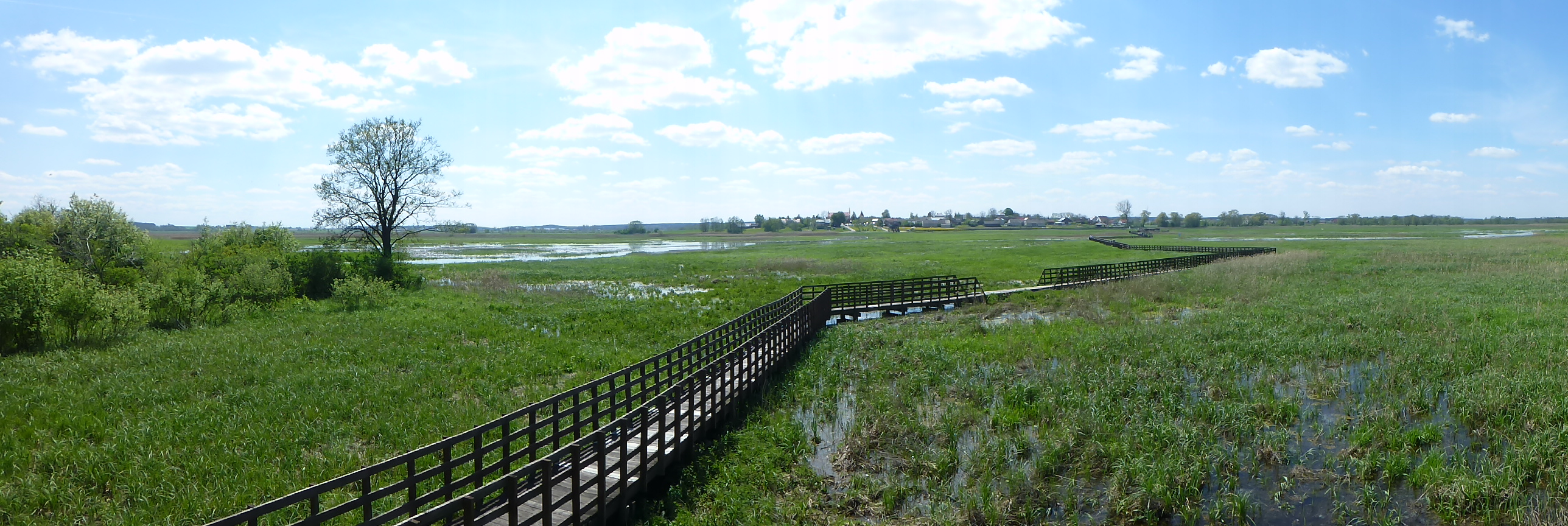
Kładka edukacyjna w Śliwnie

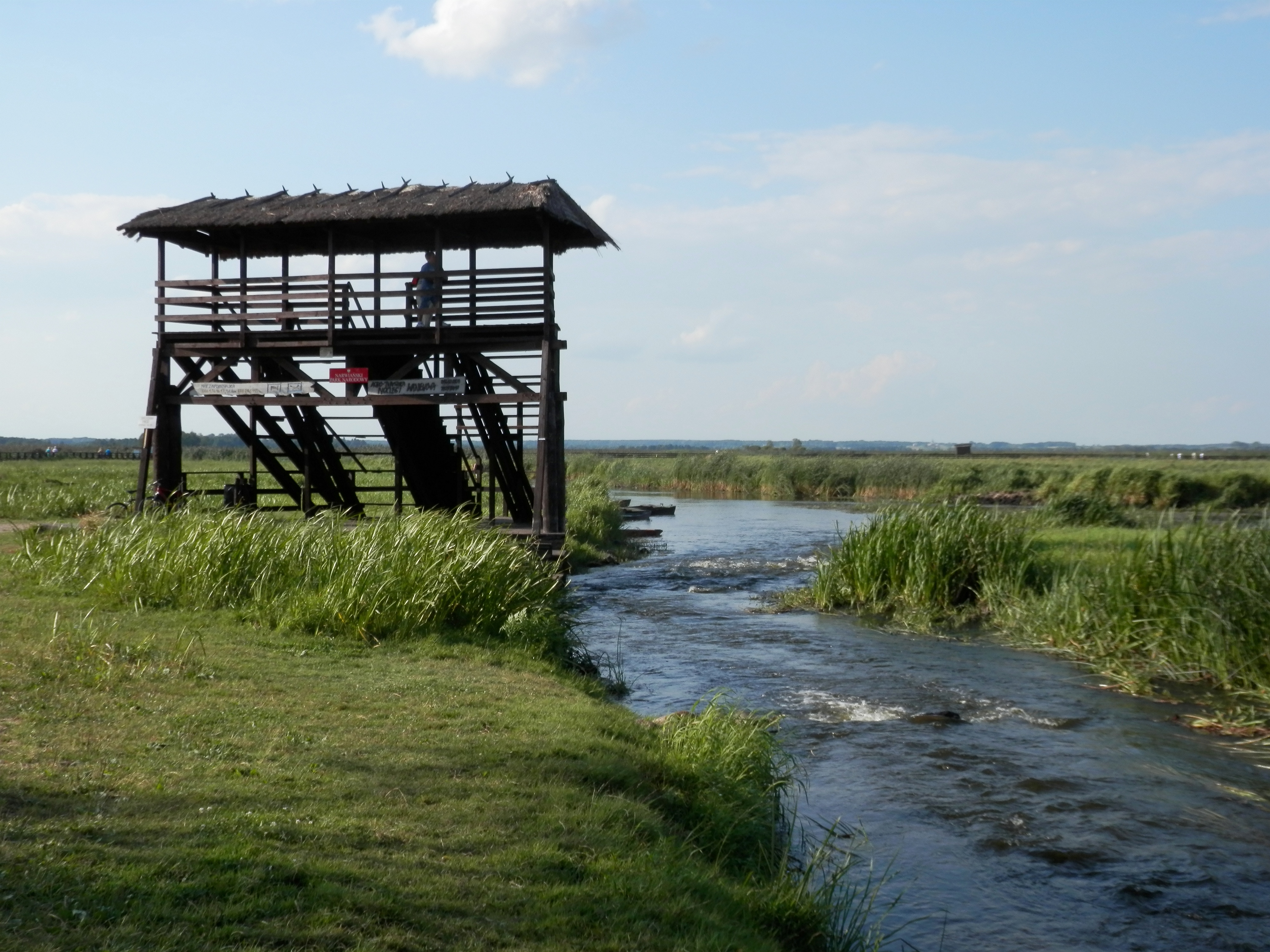
Narew w Waniewie

Narwiański Park Narodowy, utworzony 1 lipca 1996 r., jest jednym z 23 parków narodowych na terenie Polski.
Park znajduje się w północno-wschodniej Polsce, w województwie podlaskim, na zachód od Białegostoku, pomiędzy miejscowościami Suraż i Rzędziany. Ma obszar 6810,23 ha, przy czym początkowo, na skutek nieprecyzyjnych pomiarów, uważano, że jest to 7350 ha i taka wartość jest podana m.in. w akcie powołującym park. Wokół parku wyznaczono otulinę o powierzchni 15 408 ha.

## Opis
Symbolem Narwiańskiego Parku Narodowego jest błotniak stawowy.
Siedzibą administracji parku przez 20 lat był pochodzący z XIX w. dwór w Kurowie, później została nią Młynarzówka. Warto też zobaczyć groblę i przyczółki nieistniejącego już mostu na przedwojennej, starej drodze Białystok – Warszawa w okolicy Kurowa. W zabytkowym dworze pałacyku mieści się ekspozycja dotycząca walorów kulturowych i przyrodniczych doliny Narwi.
Dojazd do parku umożliwia m.in. PKP (dojazd do Łap). W Surażu i Uhowie można wypożyczyć kajaki (obowiązuje tu zakaz poruszania się łodziami z napędem spalinowym).

## Geografia
Park znajduje się na obszarze Niziny Północnopodlaskiej w Dolinie Górnej Narwi. Narew na obszarze parku ma charakter rzeki anastomozującej, tworząc mozaikowy układ rozlewisk, siedlisk lądowych i bagiennych – nadaje jej to unikatowy charakter. Narwiański PN obejmuje odcinek doliny Narwi od Surażu na południu po Rzędzian na północy, o długości około 50 km. Szerokość doliny to 2–4 km. Prócz koryt aktywnych obecne są zamierające, zarastające roślinnością.
Narwiański Park Narodowy to jedyny w Polsce park narodowy (stan na rok 2009), w którym nie ma wydzielonego obszaru ochrony ścisłej.

## Flora
Na terenie Parku występuje 58 zbiorowisk roślinnych. Przeważa roślinność bagienna – zbiorowiska wielkoturzycowe i szuwarowe. Na obrzeżach występują łąki, olsy i zarośla wierzbowe. Ponadto występują mineralne wzniesienia (grądziki), porośnięte przez traworośla, zbiorowiska łąkowe i grądowe. Takie rozmieszczenie roślinności wykształciło się w wyniku tradycyjnej gospodarki łąkarskiej.
Flora roślin naczyniowych w Narwiańskim PN liczy około 500 gatunków. Wśród nich są objęte ochroną, jak grzybienie białe, kosaciec syberyjski, mieczyk dachówkowaty, goryczka wąskolistna, goździk pyszny, rosiczka okrągłolistna, wielosił błękitny, orlik pospolity, kukułka plamista, krwista i szerokolistna, widłak jałowcowaty i goździsty, bobrek trójlistkowy, kocanki piaskowe.

## Fauna
Park jest siedliskiem bardzo wielu zagrożonych gatunków ptaków, m.in. bielika zwyczajnego i bojownika bataliona. Można tu też spotkać m.in. gronostaje, tchórze. Na jednym z trzech stanowisk w Polsce występuje tu chroniony motyl dzienny strzępotek edypus. W parku występują 34 gatunki ssaków. Należą do nich m.in. bóbr europejski, piżmak, jeż europejski, ryjówki, rzęsorek rzeczek oraz większe, jak jeleń europejski, łoś, sarna i dzik. Spośród 21 gatunków ryb występujących w parku objęte ochroną są trzy: różanka pospolita, śliz pospolity, koza pospolita. Występuje tu również chroniony minóg ukraiński.
Do 13 gatunków płazów zasiedlających obszar Narwiańskiego PN należą dwa ogoniaste: traszka zwyczajna i traszka grzebieniasta oraz bezogonowe: kumak nizinny, grzebiuszka ziemna, rzekotka drzewna, ropuchy: szara, zielona i paskówka oraz żaby: moczarowa, trawna i wodna.

### Awifauna
Dolina Narwi, w tym Narwiański PN, od roku 2010 są uznawane za ostoję ptaków IBA. BirdLife International za gatunek kluczowy podaje tu wodniczkę (Acrocephalus paludicola) oraz wyszczególnia park jako miejsce ważne dla wędrujących ptaków wodnych. W latach 1979–2000 w parku stwierdzono obecność 203 gatunków ptaków, z czego 154 to gatunki lęgowe. Część jest zagrożona w skali światowej lub europejskiej, np. bąk zwyczajny, batalion, derkacz zwyczajny, bekas dubelt, kropiatka, zielonka, uszatka błotna i wodniczka. Spośród trzech gatunków błotniaków (zbożowy, łąkowy, stawowy) najliczniejszym jest błotniak stawowy.

## Atrakcje turystyczne
- przewozy łodziami pychówkami „obwodnicą narwiańską”, biegnącą wokół Parku (trasa liczy ok. 90 km);
- Kładka Śliwno-Waniewo, o długości ponad 1 km, łącząca wsie Waniewo i Śliwno. Mogą korzystać z niej piesi, jak i rowerzyści, a część trasy pokonuje się na platformach pontonowych.